# Consell de la Llengua Polonesa

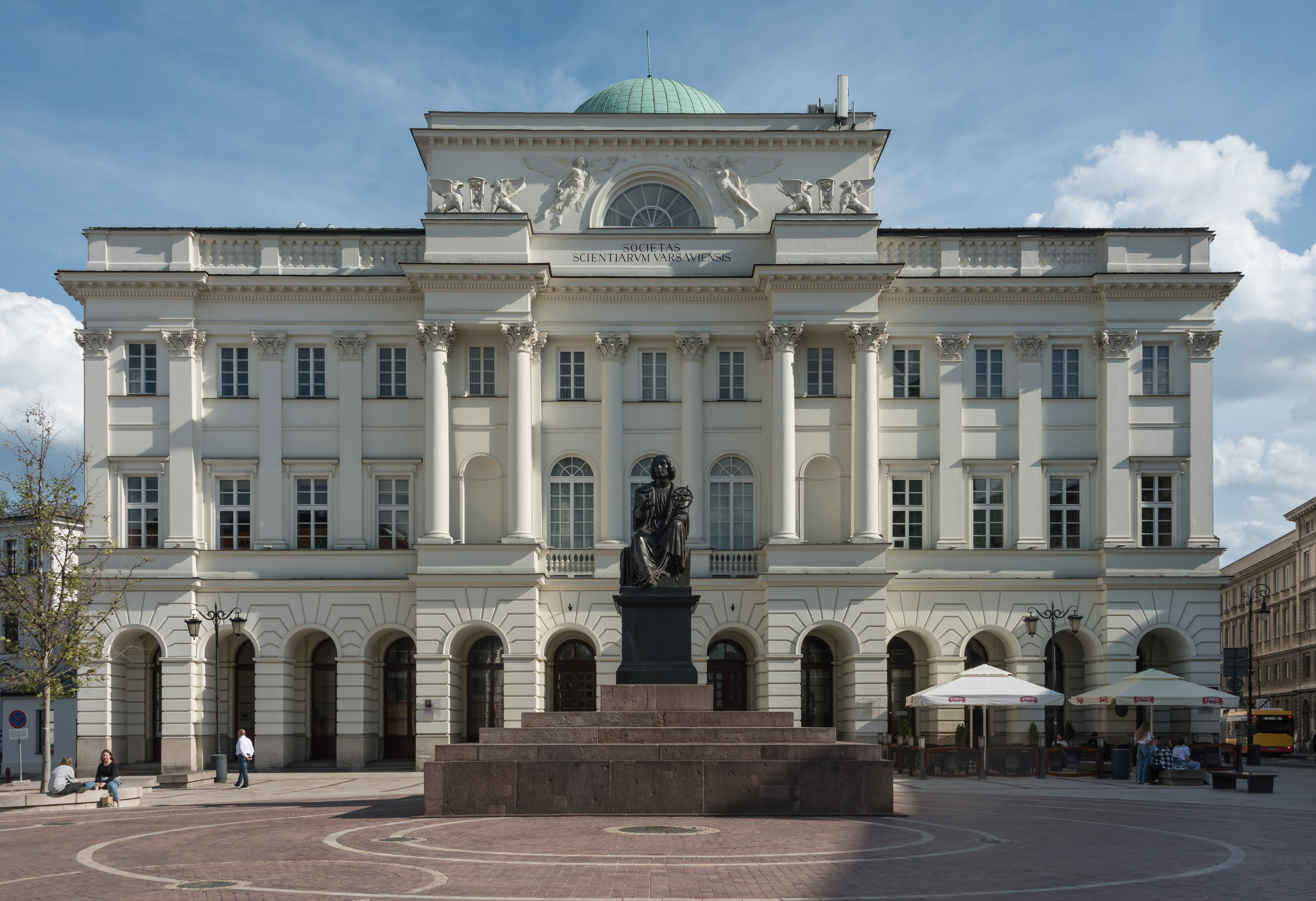
Palau Staszica, seu del Consell de la llengua polonesa.

El Consell de la llengua polonesa (Rada Języka Polskiego en polonès) és l'òrgan oficial de regulació de la llengua polonesa. Es va formar el 9 de setembre del 1996 com una comissió de l'Acadèmia Polonesa de Ciències, gràcies a la llei promulgada pel parlament polonès ("Llei sobre la llengua polonesa", "Ustawa o języku polskim" del 7/10/1999).
El consell està constituït per 36 membres, que inclouen lingüistes, científics i altres especialistes (com ara en dret, història de l'art, informàtica, medicina o física).
Les tasques responsabilitat del consell són:
- Anàlisi i avaluació de les condicions de la llengua i encarregat d'aconsellar l'estat pel que fa a la política lingüística
- Promoció del coneixement sobre el polonès, les seves variacions, estàndards i criteris d'avaluació del seu ús, organització de discussions i conferències amb aquest objectiu
- Presa de decisions en disputes sobre elements de la llengua (vocabulari, gramàtica, ortografia, puntuació i sintaxi)
- Establiment de normes per l'ortografia i puntuació
- Recerca de solucions per a l'ús del polonès en ciència i tecnologia (sobretot en disciplines emergents)
- Avaluació dels noms de nous productes comercials i serveis
- Tenir cura de la cultura lingüística a les escoles de polonès
- Donar la seva opinió sobre noms d'infants no estandarditzats
- Correcció i revisió de textos publicats pels mitjans de comunicació i l'administració pública

Entre els més eminents membres actuals del consell hi trobem:
- Andrzej Blikle
- Jerzy Bralczyk
- Jan Miodek
- Tadeusz Konwicki
- Jerzy Bartmiński
- Krystyna Bochenek